# 글리니스 존스
글리니스 존스(Glynis Johns, 영어 발음: /ˈɡlɪnɪs/, 1923년 10월 5일~2024년 1월 4일)는 영국의 배우, 무용가, 피아노 연주자, 가수이다.

## 출연 작품
- 슈퍼스타(1999)
- 당신이 잠든 사이에(1995)
- 사랑의 금고털이(1994)
- 젤리 선생님(1988)
- 밀크우드 아래서(1972)
- 락 업 유어 도터스!(1969)
- 내 사랑 비비(1965)
- 파파스 델리케이트 컨디션(1964)
- 메리 포핀스 (1964)
- 더 채프먼 리포트 (1962)
- 칼리가리 박사의 실험실(1962)
- 거미의 집(1960)
- 지옥에서 악수하라(1959)
- 다른 시간 다른 장소(1958)
- 내 모든 것을 다 주어도(1957)
- 코트 제스터(1956)
- 80일간의 세계일주(1956)
- 비치콤버(1954)
- 덴리 시장이 되다(1952)
- 노 하이웨이(1951)
- 결혼 휴가(1945)
- 타투의 모험(1943)
- 북위 49도선(1941)
- 바그다드의 도둑(1940)

### 텔레비전
- 배트맨 - 66년 TV 시리즈(1966)

## 같이 보기
- 디즈니 레전즈
- 영국 영화
- 영국 연극